# Miki Maya
Miki Maya (真矢みき, Maya Miki), née le 31 janvier 1964 à Hiroshima, est une actrice japonaise, et ancienne vedette de la Revue Takarazuka.

## Filmographie partielle
- 2007 : Galileo (ガリレオ?) : Sakurako Jonouchi
- 2008 : Suspect X (容疑者Xの献身, Yōgisha ekkusu no Kenshin?) de Hiroshi Nishitani : Shiro Yuge